# أعظم طارق
أعظم طارق (بالأردية: اعظم طارق) (مارس 1962 - 6 أكتوبر 2003) كان قائدًا للمنظمة السياسية الباكستانية جيش الصحابة الباكستاني المعروف بـ «سباه صحابة»، وهي منظمة ديوبندية تم حظرها رسميًا من قبل الحكومة الباكستانية في أغسطس 2001. وفي 26 يونيو 2018 رفعت باكستان الحظر المفروض عليها. بعد اغتياله في عام 2003 تم اختيار محمد أحمد لدهيانوي زعيمًا لجيش الصحابة.

## نشأته
ولد أعظم طارق لأب مزارع فقير في شيشواتني،  ودرس في مدرسة محلية، ثم التحق بجامعة العلوم الإسلامية في كراتشي.

## حياته السياسية
انتخب أعظم طارق ثلاث مرات في المجلس الوطني الباكستاني في جهنك. وفي أغسطس 2001 أصدر الرئيس الباكستاني برويز مشرف قرار بحظر سبع منظمات إسلامية منها "جيش الصحابة"، واعتُقِلَ أعظم طارق وسجن بتهمة الإرهاب.

## الاغتيال
قُتل أعظم طارق في هجوم ناري في 6 أكتوبر 2003 في إسلام آباد وقال سكرتير طارق الشخصي راشد محمود فاروقي إنه كان متوجها إلى إسلام آباد في سيارة حكومية، ثم تعرض ومن معه لوابل من الرصاص على مشارف العاصمة.، في 11 مايو 2017 اعتقلت وكالة التحقيقات الفيدرالية الباكستانية أحد قتلته بعد 13 عامًا من مقتله.